# Saulcy (Suíça)
Saulcy é uma comuna da Suíça, situada no distrito de Delémont, no cantão de Jura. Tem 7,89 km² de área e sua população em 2018 foi estimada em 260 habitantes.